# Szent Paraszkiva-fatemplom (Ruszkatő)
A ruszkatői Szent Paraszkiva-fatemplom műemlékké nyilvánított épület Romániában, Temes megyében. A romániai műemlékek jegyzékében a TM-II-m-A-06274 sorszámon szerepel.

## Leírása
A tölgyfagerendákból készült templom külső falait zsindely borítja. Az oltár félkör alakú. Az alacsony pronaosz északi oldaláról egy lépcső indul, amely a harangokhoz vezet. A tornyot két barokk ihletésű gomb dísziti; a tetőt és a torony koronáját zsindely fedi. A templom belső falfestményeit 1812-ben Petru Nicolici készítette.